# USS Drexler (DD-741)
L'USS Drexler (DD-741) est un destroyer de classe Allen M. Sumner en service dans la Marine des États-Unis pendant la Seconde Guerre mondiale. Il fut le seul navire nommé en l'honneur de l'enseigne Henry Clay Drexler (en), un récipiendaire de la Medal of Honor.
Commandé le 7 août 1942, sa quille est posée le 24 avril 1944 au chantier naval Iron Works de Bath, dans le Maine. Il est lancé le 3 septembre 1944, parrainé par Mme L. A. Drexler (mère du matelot Drexler), et mis en service le 14 novembre 1944 sous le commandement du commander Ronald Lee Wilson.

## Historique

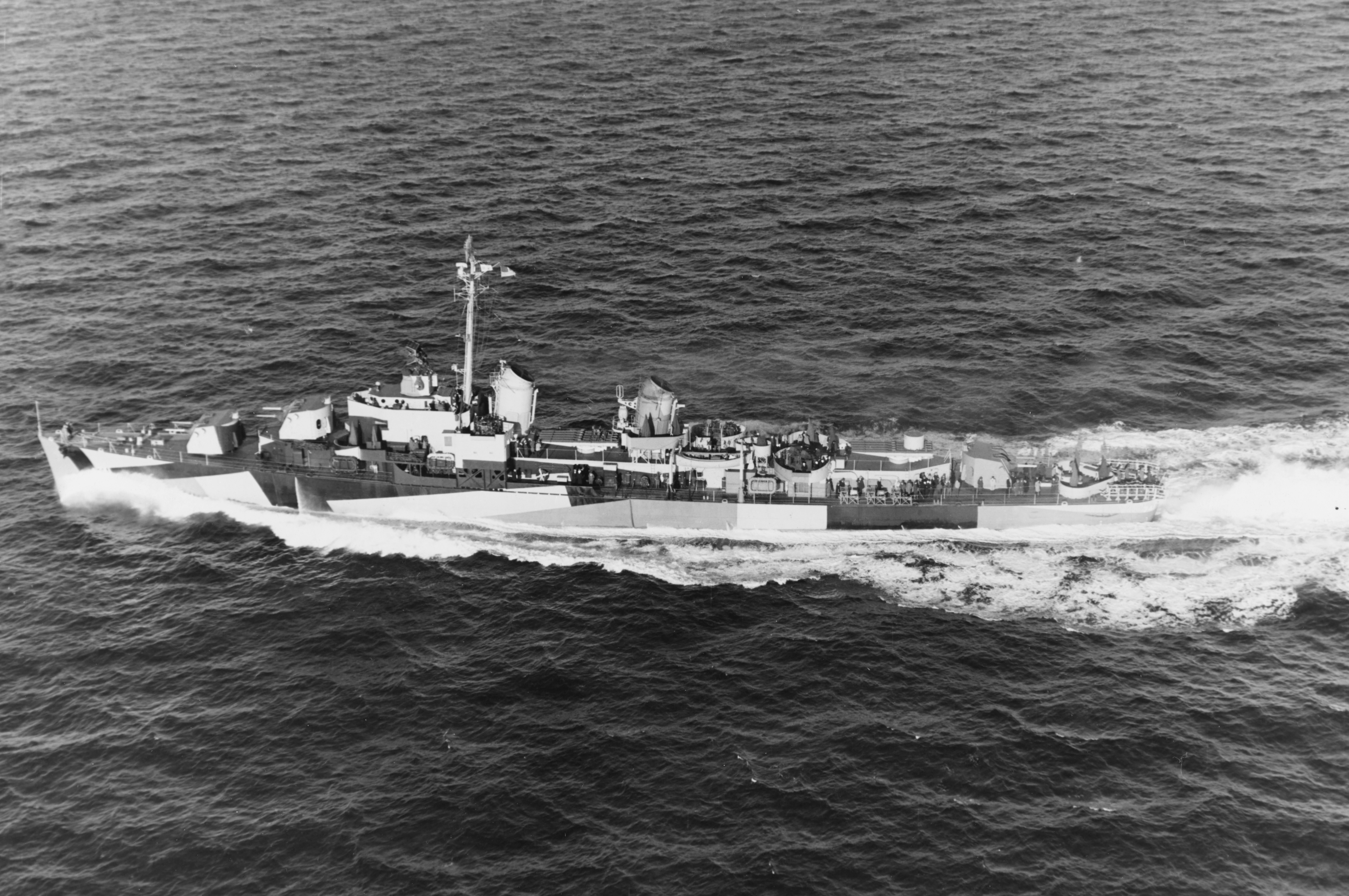
Le Drexler au large de Cape Elizabeth le 14 novembre 1944. Lors de sa mise en service, il arbore le camouflage Measure 32, dessin 11A.

Il appareille de Norfolk le 23 janvier 1945 en escortant le porte-avions Bon Homme Richard jusqu'à la Trinité, puis rejoint San Diego le 10 février. Trois jours plus tard, il fait route vers Pearl Harbor pour prendre part à des exercices de bombardement antiaériens et côtiers jusqu'au 23 février, date à laquelle il rejoint une force d'escorte à Guadalcanal et Ulithi, lieux de rassemblements pour l'invasion d'Okinawa.
Le Drexler appareille d'Ulithi le 27 mars 1945 en direction d'Okinawa, menant une mission dangereuse de piquet radar. Le 28 mai à 7 heures, deux kamikazes attaquent les destroyers Drexler et Lowry. Le premier est abattu par les tirs combinés des deux destroyers et des avions de la patrouille aérienne de combat. Le second tente de percuter le Lowry mais touche de plein fouet le Drexler, provoquant rapidement des incendies. Malgré les lourds dégâts, le destroyer parvient à abattre deux autres avions ennemis. À 07 h 03, il est touché par un autre avion, un bombardier bimoteur Yokosuka P1Y Ginga, et coule en moins de 50 secondes à la position 27° 06′ N, 127° 38′ E. On dénombre 158 morts et 52 blessés, dont le capitaine. 
Aujourd'hui, peu de survivants sont encore en vie. Chaque année, ils rendent hommage à leurs camarades lors de la réunion annuelle « Drexler Survivors ».

## Décorations
Le Drexler a reçu un battle star pour son service pendant la Seconde Guerre mondiale.